# Пирузян, Арам Сергеевич
Арам Сергеевич Пирузян (10 февраля 1907, Баку — 2 октября 1996, Москва) — советский и армянский государственный деятель, председатель Совета Народных Комиссаров Армянской ССР в период 1937—1943 гг.

## Биография
С 1929 года — в ВКП(б), в 1935 году окончил Свердловский институт цветных металлов и золота и был кандидатом экономических наук, работал в городской администрации, в частности, в Алаверди.
С 23 ноября 1937 по 1943 год — председатель Совета Народных Комиссаров Армянской ССР. В 1939—1952 гг. — член Центральной Ревизионной Комиссии ВКП(б). Постоянный представитель Армянской ССР в Совете Министров СССР, в 1951 году — министр пищевой промышленности и заместитель председателя Совета Министров Армянской ССР, с апреля по ноябрь 1953 годы — министр легкой промышленности и пищевой промышленности Армянской ССР, затем — министр промышленности продовольственных товаров Армянской ССР.
С 1964 года — торговый представитель СССР в Греции.

## Награды
- Орден Ленина (23.11.1940).
- Орден Отечественной войны 1 степени (24.11.1945).
- Орден Трудового Красного Знамени (8.02.1944).
- Два ордена «Знак Почёта».